# Gohrische Heide
Das Naturschutzgebiet Gohrische Heide liegt auf dem Gebiet der Stadt Mühlberg/Elbe im Landkreis Elbe-Elster in Brandenburg.
Das Gebiet mit der Kenn-Nummer 1523 wurde mit Verordnung vom 29. Juli 2003 unter Naturschutz gestellt. Das rund 233 ha große Naturschutzgebiet erstreckt sich östlich der Kernstadt Mühlberg/Elbe. Östlich verläuft die Landesstraße L 64, westlich verläuft die L 67 und fließt die Elbe. Am östlichen und südlichen Rand des Gebietes verläuft die Landesgrenze zu Sachsen. Südlich, auf sächsischem Gebiet im Landkreis Meißen, schließt sich das 2.847 ha große Naturschutzgebiet Gohrischheide und Elbniederterrasse Zeithain an.